# Grindelwald
Grindelwald ist eine politische Gemeinde im Verwaltungskreis Interlaken-Oberhasli des Kantons Bern in der Schweiz.

## Name
Der Name Grindelwald ist ein ursprünglicher Flurname und setzt sich aus den althochdeutschen Wörtern grintil (Riegel, Sperre) und walt (Wald) zusammen.

## Geschichte
Der Burgbühl in Grindelwald ist eine hochmittelalterliche Burgstelle. Die Augustinerpropstei Interlaken erhielt 1146 von König Konrad III. mehrere Reichsgüter. Interlaken vermehrte diesen Besitz durch zahlreiche Zukäufe, verdrängte die Adelsgeschlechter von Rotenfluh, von Ringgenberg, von Eschenbach und von Habsburg-Österreich und wurde mit sechzehn Lehen zur bedeutendsten Grundherrin im Tal. Der Reichsvogt Berchtold V. von Zähringen besiegte 1191 in Grindelwald den oberländischen Adel. Die Grindelwalder kämpften als Interlakner Gotteshausleute 1315 und 1332 gegen Unterwalden und litten schliesslich 1342 beim Einfall der Unterwaldner. In den Jahren 1348 und 1349 lehnten sie sich gegen das Kloster Interlaken auf. Erfolglos wehrten sich die Grindelwalder 1528 mit Waffengewalt gegen die Einführung der Reformation durch Bern. An die Stelle des Klosters Interlaken als Grundherrin trat nun die Stadt Bern.
Der Tourismus im Ort begann sich im 18. Jahrhundert zu entwickeln. Gäste übernachteten zu dieser Zeit im Pfarrhaus. Das erste Hotel «Schwarzer Adler» wurde 1820 eröffnet, die erste Wintersaison fand 1888 statt, 1890 kam es zur Betriebsaufnahme der Berner-Oberland-Bahn. Am 18. August 1892 brannten ausgehend vom Hotel Bär am heutigen Busparkplatz 44 Wohnhäuser und 72 weitere Gebäude inklusive des neuen Bahnhofsgebäudes nieder, das alte Ortszentrum um Gydisdorf blieb aber verschont, da der Funkenflug durch starken Föhn in talwärtige Richtung stattfand und es bis in den Ort Schwendi zu Bränden kam.
1893 wurde der Betrieb der Wengernalpbahn aufgenommen, im gleichen Jahr wurde das neu erbaute Grandhotel Bär wiedereröffnet, es brannte dann abermals 1941 ab und wurde nicht wieder aufgebaut. 1947 wurde die Gondelbahn zum First eröffnet, die Pfingsteggbahn folgte 1967 und 1978 dann die Gondelbahn Grindelwald–Männlichen.

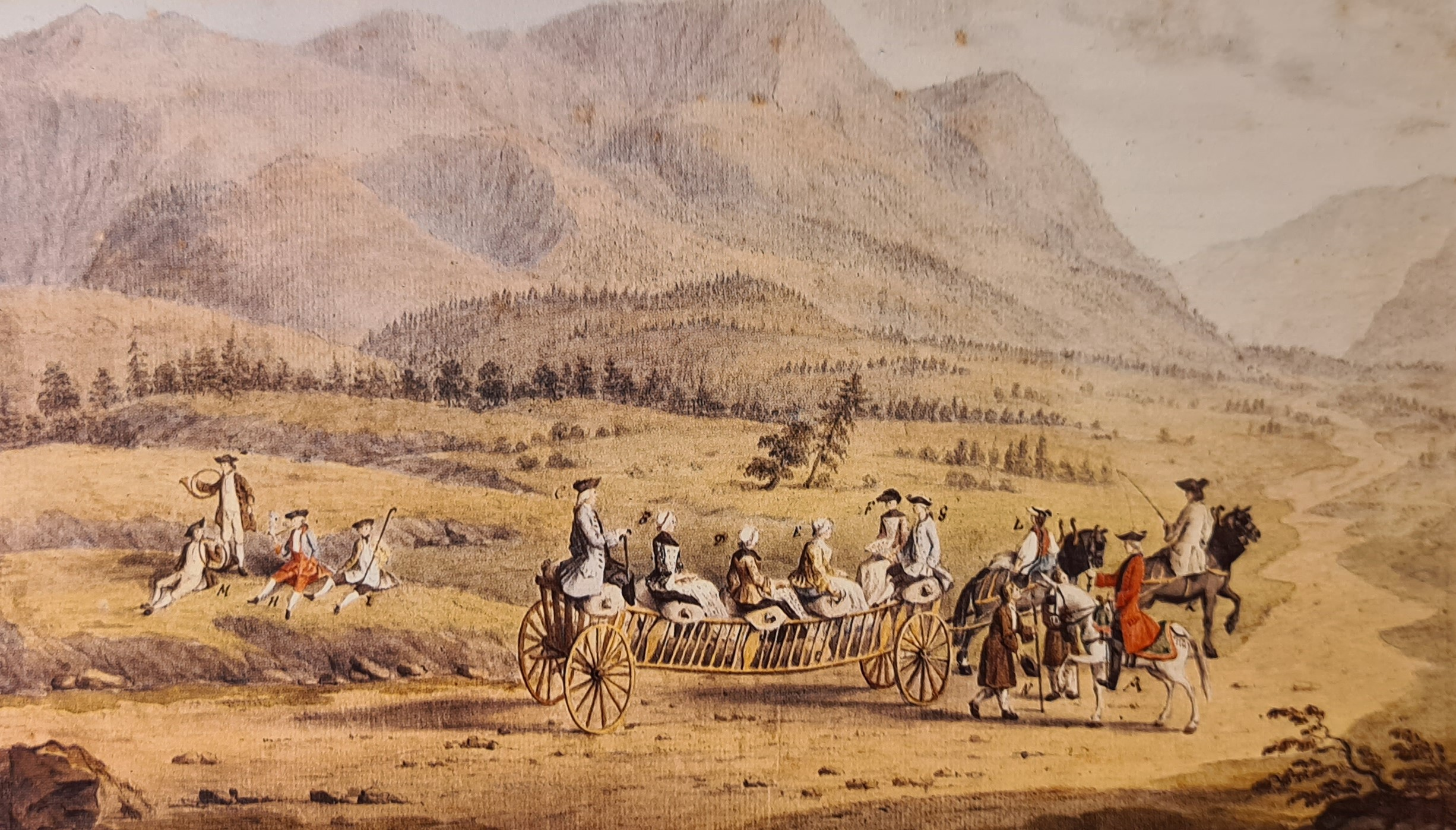
Landvogt Abraham Benoit (im roten Gewand) mit Gästen auf dem Weg nach Grindelwald (um 1760)
Bachalp oberhalb Grindelwald, Aquatinta nach Caspar Wolf (1784)
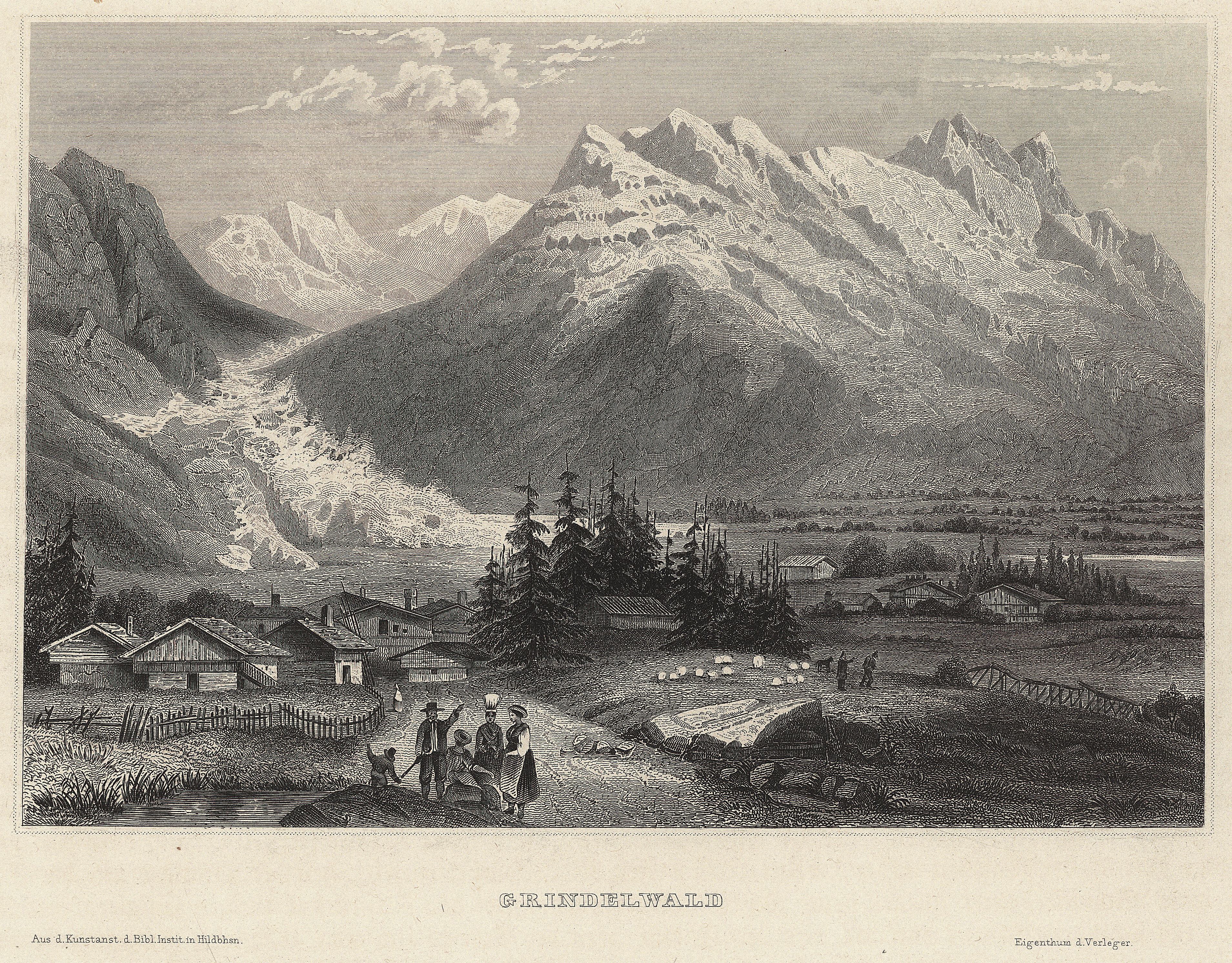
Grindelwald mit Unterem Grindelwaldgletscher, Ende der 1850er Jahre
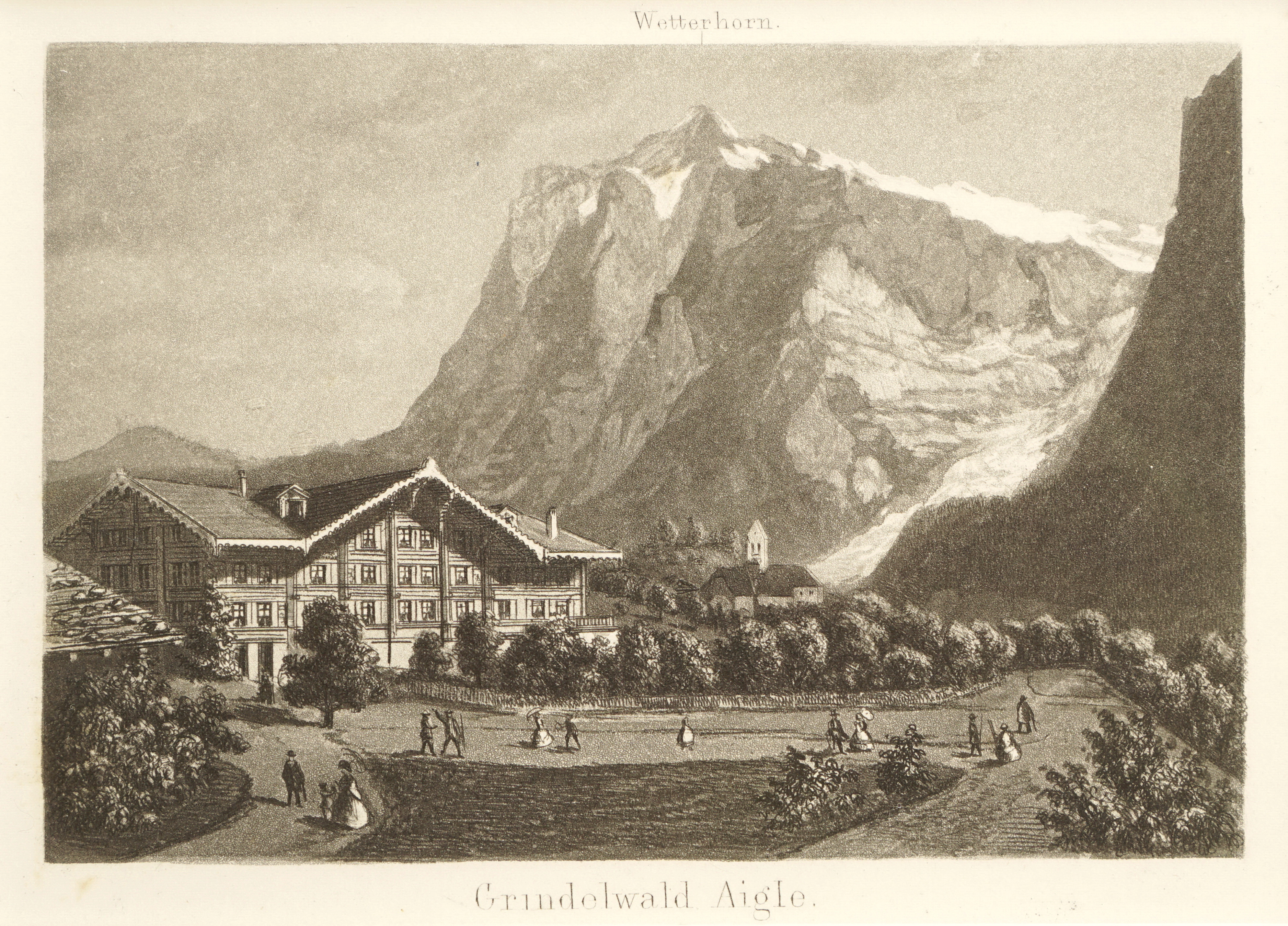
Das Hotel «zum schwarzen Adler» mit Wetterhorn und Oberem Grindelwaldgletscher um 1870. Radierung von Heinrich Müller
Luftbild von Grindelwald mit Wetterhorn (1956)

Grindelwald organisierte sich nutzungsrechtlich in den Alpen (heute Bergschaften). In den Einunge und Satzunge ze Grunde und an den Alpen Bach, Grindel, Holzmatten, Scheidegge, Wergistal, Intremen und zu Gletscher ordnete Propst Niklaus 1404 erstmals schriftlich die Alp-Weideverhältnisse. Die Alp Bussalp war hiervon ausgenommen, da sie sich in habsburgischem Besitz befand. 1538 fassten die Talleute bestehende Regelungen in der Taleinung zusammen. Die Bergrechte waren von da an (bis heute) an den Grundbesitz im Tal gebunden und durften nicht an Ortsfremde veräussert werden. Die bestehenden sieben Bergschaften Itramen, Wärgistal, Scheidegg, Grindel, Bach, Holzmatten und Bussalp wurden vor 1847 als Gemeinden der Talschaft Grindelwald bezeichnet. Die Bergschaften existieren heute als privatrechtliche Körperschaften nach dem Gesetz betreffend die Einführung des Schweizerischen Zivilgesetzbuches vom 28. Mai 1911 (Art. 20).

## Geographie

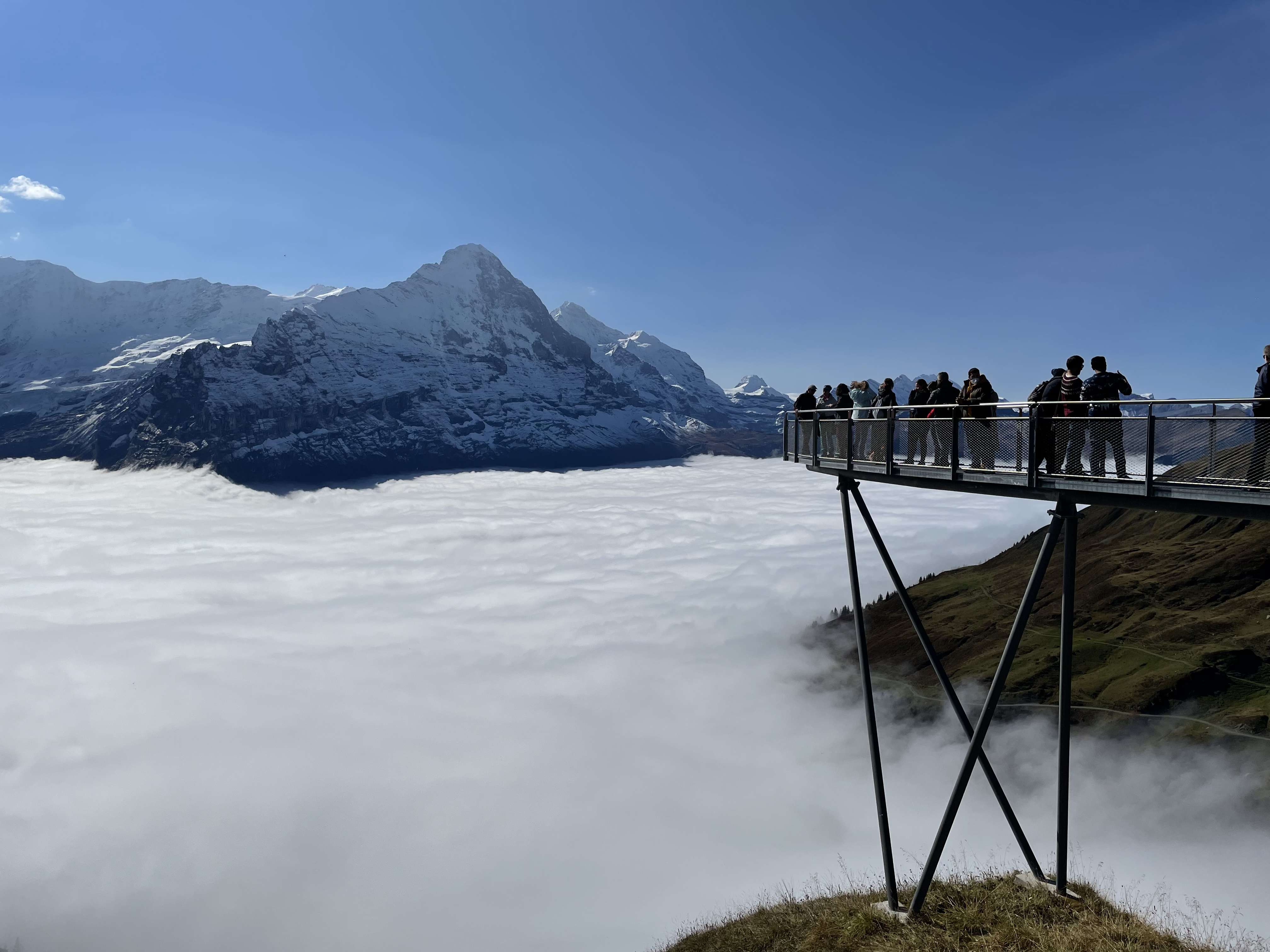
Nebelmeer über dem Tal von Grindelwald – Blick vom First zum Eiger

Die Ortschaften, Weiler und Höfe der Gemeinde Grindelwald liegen verstreut im Talkessel der Schwarzen Lütschine im Berner Oberland zwischen Eiger (3967 m ü. M.), Wetterhorn (3690 m ü. M.), Fiescherwand (4049 m ü. M.) und Faulhorn (2680 m ü. M.). Der Talkessel ist rundum von hohen Bergen umgeben: Im Norden die Gebirgsgruppe südlich des Brienzersees, die sich von der Grossen Scheidegg (1962 m ü. M.) über Schwarzhorn (2027 m ü. M.) und Faulhorn bis zur Schynige Platte (2076 m ü. M.) zieht. Im Süden und Osten erheben sich steil ansteigend die hohen Gipfel der Berner Alpen: Eiger, Mättenberg (3104 m ü. M.), Wetterhorn. Im Südwesten wird der Talkessel vom Tschuggen (2521 m ü. M.) und dem Männlichen (2342 m ü. M.) abgeschlossen. Die Schwarze Lütschine entwässert den weiten Talkessel durch einen schmalen Taleinschnitt zwischen Männlichen und Faulhorn. Hier liegen auch das Dorf Burglauenen und etwas westlich an der Grenze zu Lütschental der tiefste Punkt der Gemeinde (720 m ü. M.).
Mit einer Fläche von 171,1 km² liegt Grindelwald an fünfundzwanzigster Stelle der flächengrössten Gemeinden der Schweiz und an dritter Stelle im Kanton Bern. Höchster Punkt ist mit 4107 m ü. M. der Gipfel des Mönch, der tiefste Punkt liegt auf 720 m ü. M.
Die eindrückliche Bergwelt ist die Grundlage des Tourismus. Auf dem Gebiet von Grindelwald liegen die Eigernordwand, die die Landschaft mit weiteren Steilwänden prägt, dazwischen der Untere Grindelwaldgletscher (Gletscherschlucht und Marmorbruch) und der Obere Grindelwaldgletscher. Die beiden Gletscher reichten in der Zeit von ungefähr 1590 bis 1880 bis vor das Dorf. Weitere Gletscher auf Gemeindegebiet sind das Eismeer hinterm Eiger sowie der Gutzgletscher und der Hengsterengletscher am Wetterhorn.
Das Tal wird entwässert durch die vom Oberen Grindelwaldgletscher gespeiste Schwarze Lütschine, die südlich des Dorfkerns die vom Unteren Grindelwaldgletscher kommende Weisse Lütschine von links aufnimmt. Ein rechter Zufluss der Schwarzen Lütschine ist der Milibach, der den Bachalpsee entwässert und für den Bachlägerwasserfall bekannte ist, ein linker Zufluss der Wärgistalbach.
Der Talboden, wo die Bäche zusammenkommen, ist als Grund bekannt (Bahnhof Grindelwald-Grund auf 943 m ü. M.). Das Dorf liegt nördlich davon am Südhang auf rund 1050 m ü. M. Die Bergschaften (siehe oben) heissen Scheidegg (Richtung Grosse Scheidegg), Grindel (First), Bach (Bachalpsee), Holzmatten (westlich), Bussalp (Faulhorn), Wärgistal (nördlich Eiger) und Itramen (Männlichen).

### Klima
Das Klima von Grindelwald ist kühl mit mässigen Niederschlägen. Die Jahresdurchschnittstemperatur beträgt 5,9 °C und die Jahresniederschlagsmenge 1251 mm. In einer Höhe von 2400 m werden dagegen Niederschläge um 3000 mm erreicht. Grund für die hohe Niederschlagszahl ist die Lage gegen die westlichen Luftströmungen. Der hohen Berge stellen das erste Hindernis für die feuchten, atlantischen Luftmassen dar. Dies wirkt sich in Steigungsniederschlag und erhöhte Niederschlagszahlen aus. Für das südlich gelegene, untere Wallis bedeutet diese Barriere dagegen beispielsweise stark verringerte Niederschläge.
Die Vegetationsdauer im Tal beträgt 200 Tagen im Jahr. Sie nimmt mit zunehmender Höhe ab und erreicht in 2400 m nur noch 60 Tage. Die Bodengrundlage wird durch Rendzinen gestellt, welche sich auf dem kalkreichen Gestein um den Eiger herum gebildet haben. Kennzeichnend für diese Böden sind schwach basische pH-Werte, ein Mull-Horizont und eine geringe Durchfeuchtung. Am Eiger können die Vegetationsstufen wie folgt unterteilt werden: Submontane Stufe bis 1100 m, hochmontane Stufe bis 1600 – wobei sie bei bewaldetem Gebiet bis 1800 m reicht, subalpine Stufe und alpine Stufe bis 2200 m.

## Natur
Die Natur Grindelwalds ist vor allem durch das steile Relief geprägt: Es gibt Vegetationsstufe von montaner bis nivaler Höhenstufe: vom Laubbaum bis zum Hochgebirge mit ewigem Eis. Die Landwirtschaftsflächen sind ausgedehnt bis in hohe Lagen.
Teile der Gemeinde gehören zum UNESCO-Welterbe «Schweizer Alpen Jungfrau-Aletsch». Eines von mehreren kantonalen Naturschutzgebiete auf Gemeindegebiet ist das Hochmoor Im Fysteren Graben, das auch zum Bundesinventar der Hoch- und Übergangsmoore von nationaler Bedeutung gehört.

### Vegetation

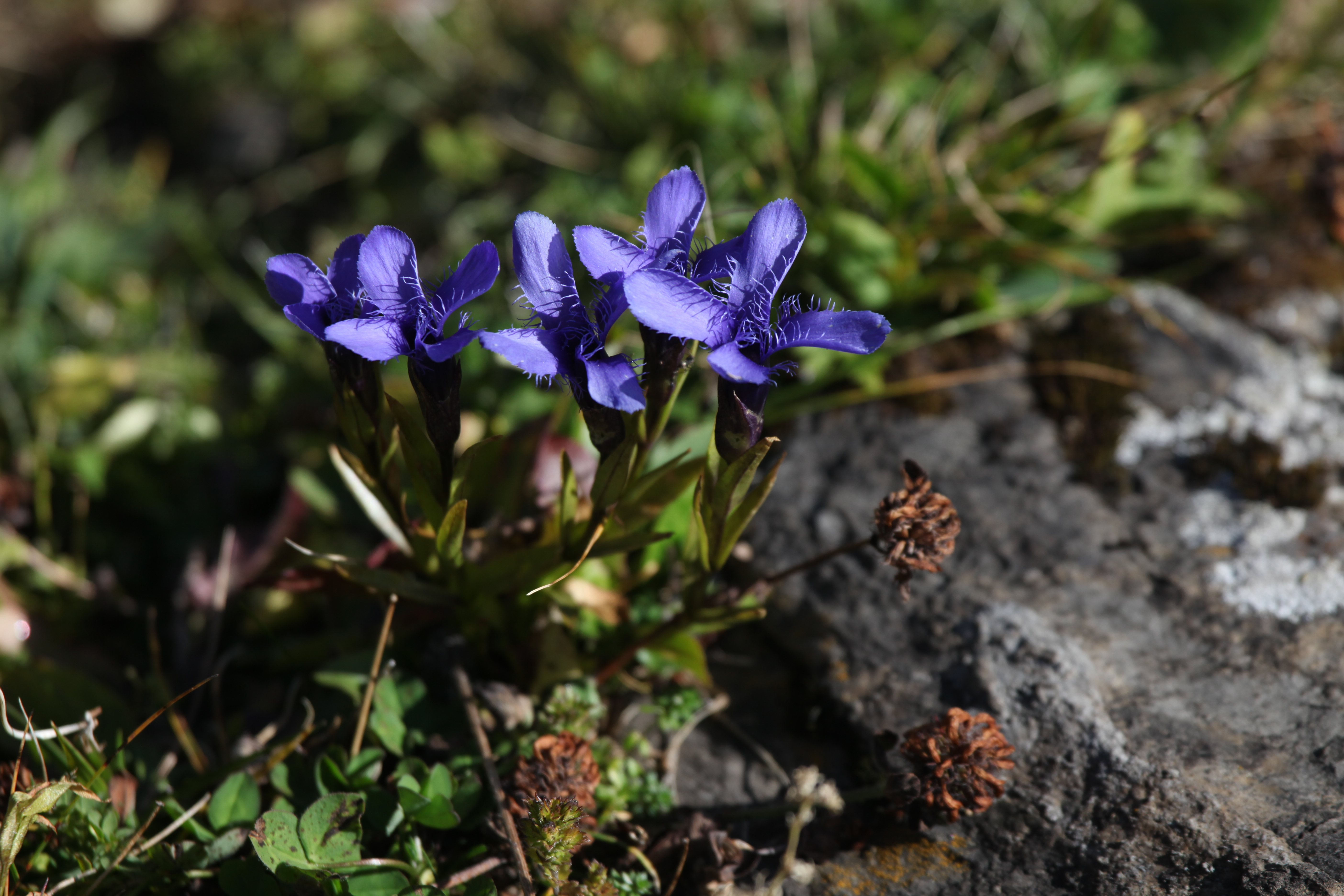
Enzian in der Region Grindelwald

Vorherrschend in der submontanen Stufe um Grindelwald sind Fettwiesen, die sich auf ehemals bewaldetem Gebiet und regelmässig bewirtschaftetem Untergrund gebildet haben. Vorkommende Pflanzen sind unter anderem Storchenschnabel, Glockenblumen, Schlangen-Knöterich und Wiesenkerbel. In der hochmontanen Stufe finden sich ebenfalls Fettwiesen. Der Waldbewuchs wird bis 1400 m von Bergahorn und Vogelbeere gebildet. An sie schliessen sich Arven- und Fichtenwald an, der bis zur Baumgrenze bei 1800–2000 m reicht. Dazwischen finden sich Akeleien und Waldhyazinthen sowie Alpenrosen. Unterhalb der Kleinen Scheidegg in der subalpinen Zone befinden sich Moore, in denen Wollgräser und Sonnentau wachsen. Die in der subalpinen Stufe vorkommenden Fettwiesen dienen im Sommer als Weiden mit Goldpippau und Braun-Klee. Dort, wo die Kühe nicht weiden, haben sich oberhalb der Waldgrenze Alpine Rasen gebildet. Deren Pflanzen sind gut an die unwirtlichen Bedingungen des Gebirges angepasst. Zu ihnen zählen Arnika, Edelweiss, Enzian und die Gelbe Alpen-Kuhschelle. Oberhalb von 2200 m nimmt die Vegetation im Schuttbereich ab und dort, wo ganzjährig Schnee und Eis liegen, ist keine Vegetation mehr vorhanden.

### Tierwelt
Die Tierwelt um Grindelwald wurde im Rahmen des UNESCO-Forschungsprojekts Mensch und Biosphäre zwischen 1979 und 1983 untersucht. Im unteren Talkessel sind 116 verschiedene Schmetterlingsarten gefunden worden, darunter Baum-Weissling (bis 1500 m), Blauschillernder Feuerfalter (bis 1600 m), Himmelblauer Bläuling (bis 1900 m), Schachbrettfalter (bis 1600 m) und der Grosse Perlmuttfalter (bis 1800 m). In der hochmontanen Stufe fanden sich elf Reptilien- und Amphibienarten, so der Alpensalamander, die Blindschleiche und der Grasfrosch. Insgesamt wurden 101 Vogelarten nachgewiesen, im Waldgebiet der hochmontanen Stufe beispielsweise Birkhuhn und Alpenschneehuhn. Rehe fand man hauptsächlich in den Mischwäldern. Daneben wurden weitere 30 Säugetierarten entdeckt. Murmeltiere, Gämsen und Alpensteinböcke waren verbreitet zwischen 1600 m und über die alpine Stufe hinaus. Weiterhin ergaben die Untersuchungen Vorkommen von 20 Libellen- und 28 Heuschreckenarten.

## Bevölkerung

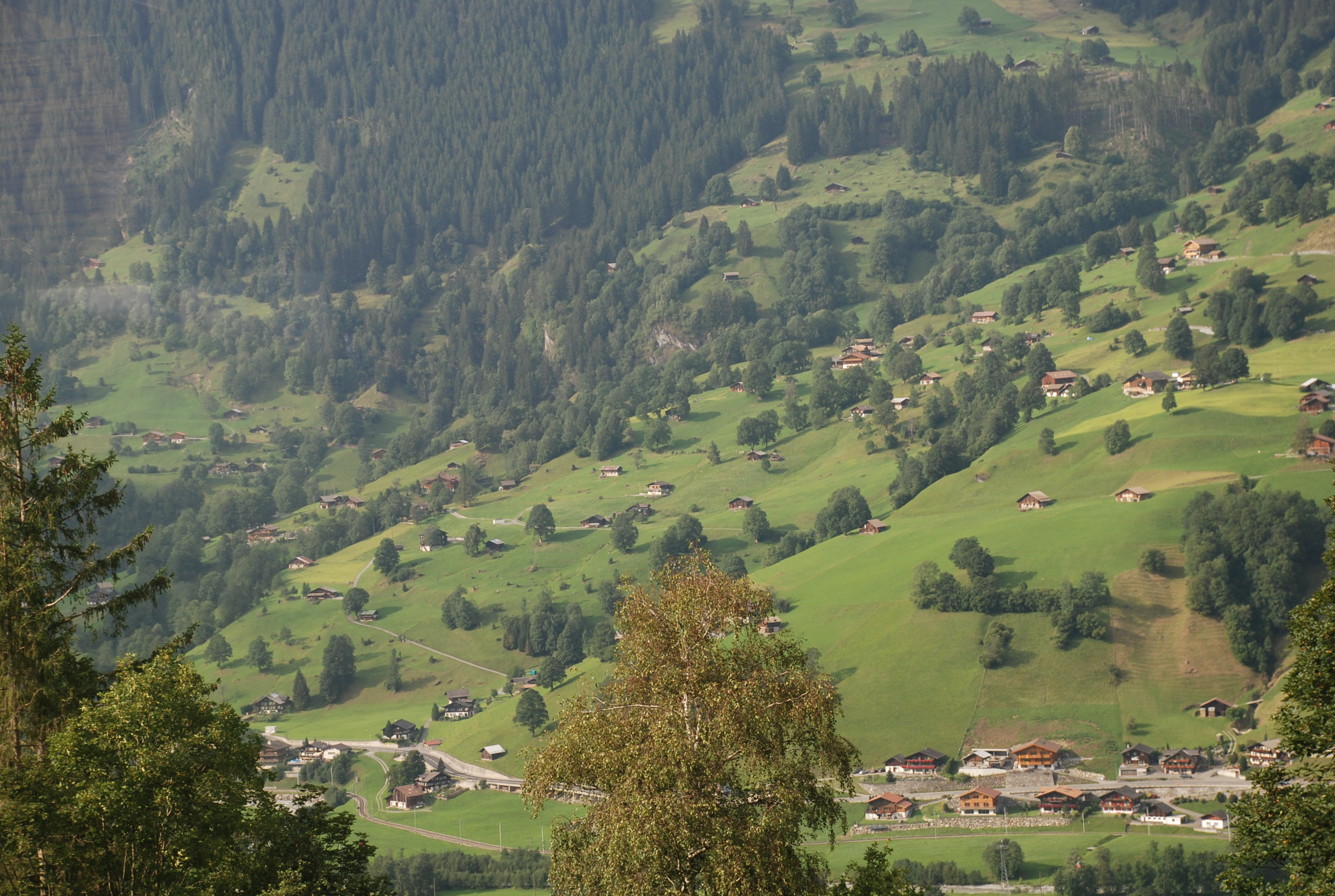
Verstreute Häuser der ausgedehnten Siedlung Grindelwald

Grindelwald hat eine ständige Wohnbevölkerung von 3825 Personen (31. Dezember 2023). Die Gemeindeverwaltung gibt leicht höhere Werte an (4061 Personen am 1. Januar 2017), die auch Wochenaufenthalter umfasst.
| Jahr | Einwohner |
| ---- | --------- |
| 1669 | 1300      |
| 1737 | 1673      |
| 1764 | 1816      |
| 1799 | 1985      |
| 1850 | 2924      |
| 1880 | 3081      |
| 1900 | 3346      |
| 1910 | 3696      |
| 1930 | 3021      |
| 1950 | 3053      |
| 1960 | 3244      |
| 1970 | 3511      |
| 1980 | 3597      |
| 1990 | 3545      |
| 2000 | 4069      |
| 2010 | 3809      |
| 2023 | 3825      |

## Wirtschaft
Die Gemeinde lebt hauptsächlich vom Tourismus. Die Beschäftigung verteilt sich wie folgt auf die drei Wirtschaftssektoren: 9 % Landwirtschaft, 16 % Industrie und Gewerbe, 75 % Dienstleistungen (Stand: 2020). Im Jahr 2020 wurden noch 105 Landwirtschaftsbetriebe gezählt.
Im Winter kommen vor allem alpine Wintersportler, im Sommer Wanderer und Touristen, die wegen der Bergkulisse anreisen. Der Fremdenverkehr hat eine lange Tradition. Schon früh versuchte man, die Berge den Gästen zugänglicher zu machen. Der Wetterhorn-Aufzug gilt als eine der ältesten personentransportierenden Seilbahnen der Welt. In Grindelwald befinden sich Hotels, Ferienwohnungen und -chalets, eine Jugendherberge, ein Jugendferienlager für behinderte Kinder und zwei Campingplätze.

## Verkehr
Das Tal von Grindelwald ist von Interlaken aus mit einer Strasse und einer Bahnlinie erschlossen. Die Hauptstrasse 221 führt von Bern über Thun und Interlaken bis nach Grindelwald. Fahrten weiter über die Grosse Scheidegg ins Haslital sind nur mit dem Postauto und mit dem Fahrrad möglich.

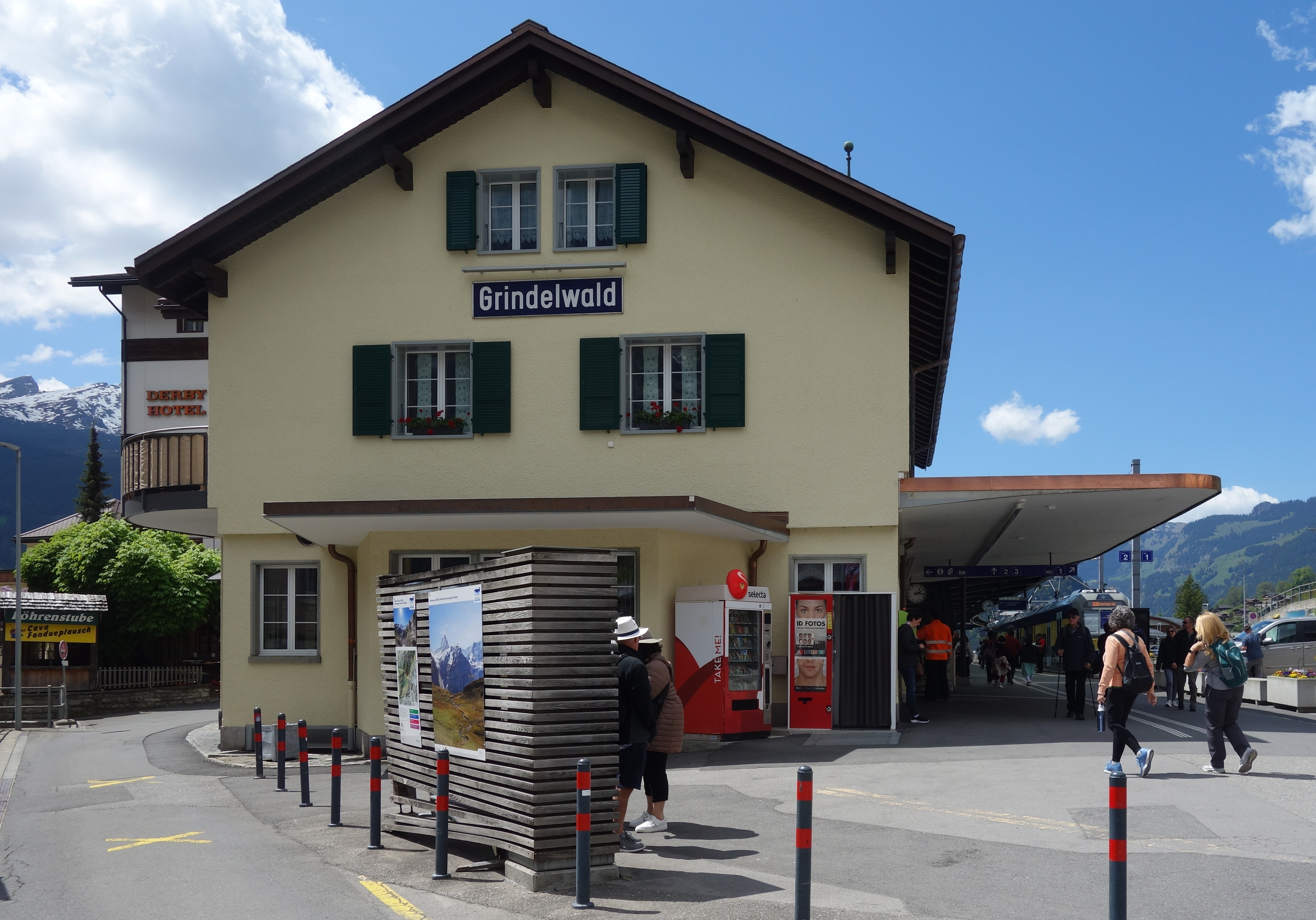
Bahnhofsgebäude (2025)

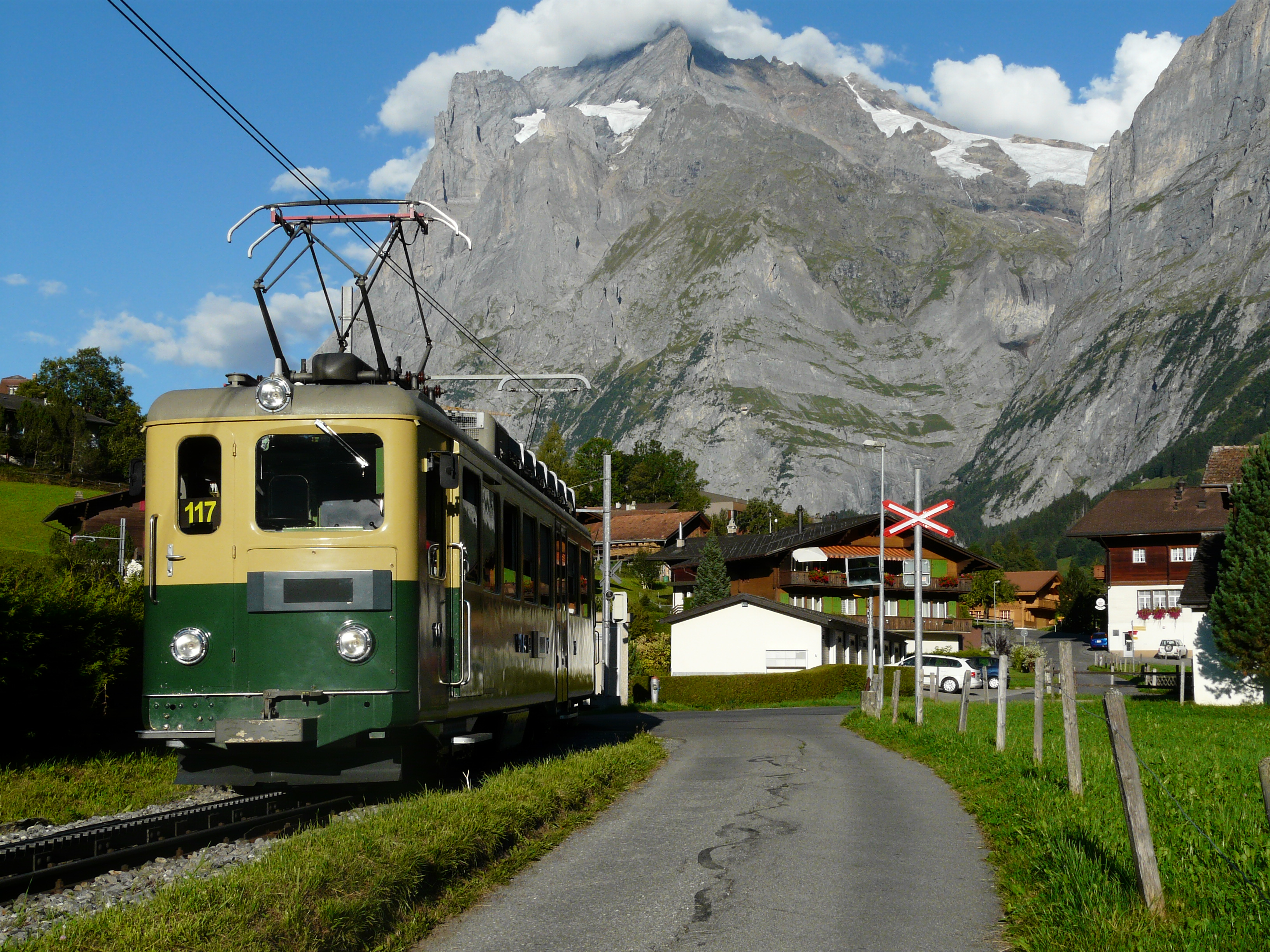
Wengernalpbahn in Grindelwald (2011)

Die Berner Oberland-Bahnen verkehren zwischen Interlaken und Grindelwald. Vom Bahnhof Grindelwald aus führt die Wengernalpbahn über die Kleine Scheidegg nach Wengen und Lauterbrunnen. Auf der Kleinen Scheidegg besteht ein Anschluss zur Jungfraubahn, die durch den Eiger auf das Jungfraujoch fährt.
Das Skigebiet Kleine Scheidegg/Männlichen wird durch eine Gondelbahn bis auf den Männlichen erschlossen. Dieser ist durch eine Luftseilbahn ebenfalls mit Wengen verbunden. Eine Gondelbahn führt von Grindelwald ins Skigebiet First.
Im Sommer führt eine Luftseilbahn auf die Privatalp Pfingstegg am Mättenberg, Ausgangspunkt für Wanderungen zu den Grindelwalder Gletschern, zur Schreckhornhütte und zum Chalet Milchbach, das durch einen Wanderwegtunnel erreicht werden kann. Auf dem Weg liegt das Gesteinsparadies Breitlouwina.
Eine historische Transporteinrichtung und die erste öffentliche Luftseilbahn der Schweiz war der Wetterhorn-Aufzug.

### Bergbahnen
- Gondelbahn Grindelwald–Männlichen
- Gondelbahn Grindelwald – First
- Luftseilbahn Grindelwald – Pfingstegg
- Zahnradbahn Grindelwald – Kleine Scheidegg (– Jungfraujoch)

### Busverbindungen
- Grindelwald – Bussalp
- Grindelwald – Waldspitz

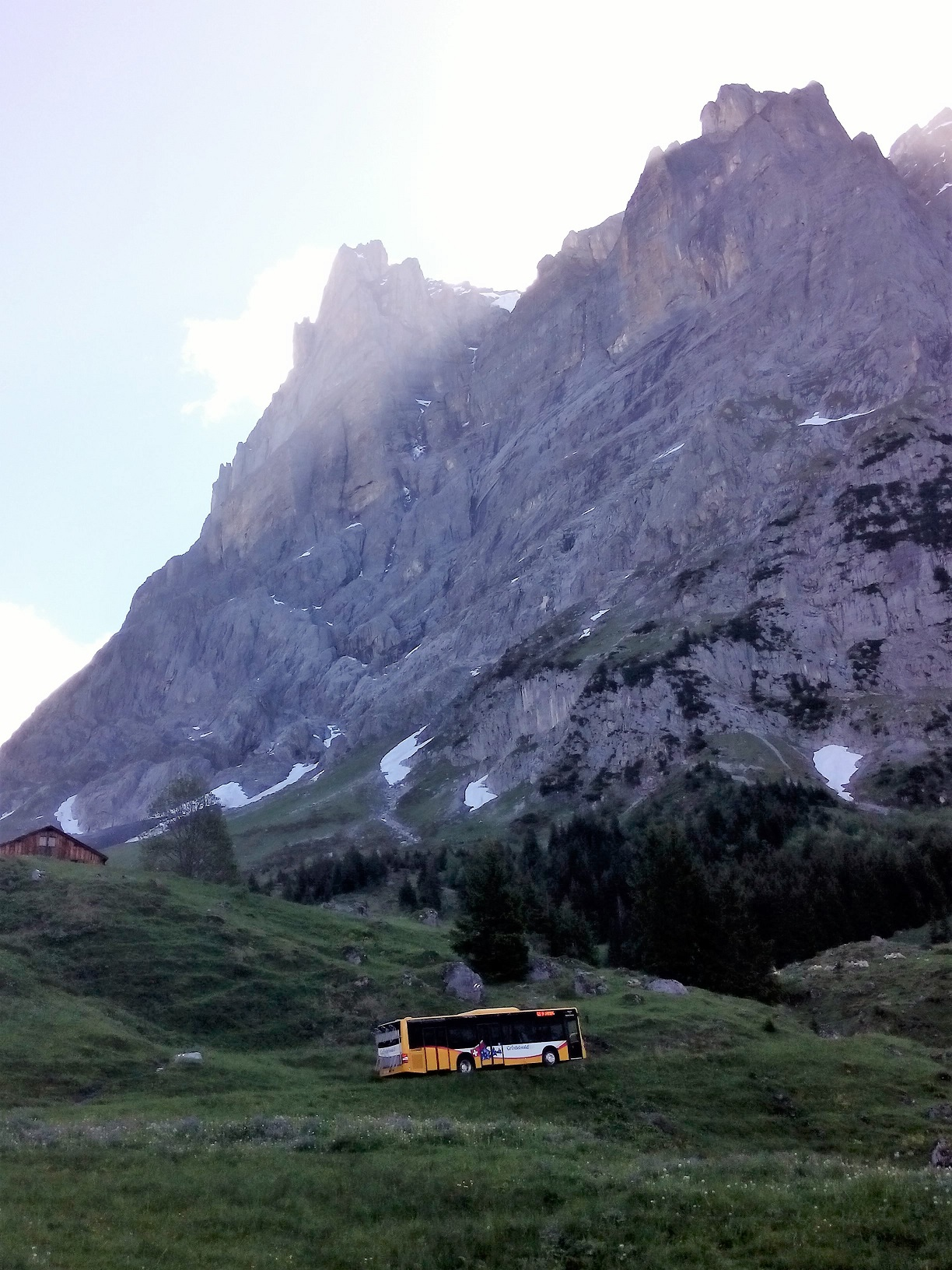
Postbus zur Grossen Scheidegg nahe Lauchbühl mit Wetterhorn

- Grindelwald – Grosse Scheidegg (– Schwarzwaldalp – Meiringen)
- Grindelwald – Wärgistal / Itramen
- Grindelwald – Pfingsteggbahn – Gletscherschlucht
- Grindelwald – Terrassenweg (– Ob. Gletscher)

### Pisten-Funi
Ab den 1930er Jahren verfügte Grindelwald am zentrumsnahen Skischulhang Bodmi über ein spezielles Transportmittel für Wintersportler: die als Funi (Kurzform von «Funiculaire») bezeichnete Schlittenseilbahn, die 1995 als letzte ihrer Art eingestellt wurde.

### Wanderwege
Das Tal und die umliegende Berglandschaft sind mit zahlreichen Wanderwegen erschlossen. Durch Grindelwald führt die Route des Fernwanderwegs 1 «Via Alpina» («Alpenpassroute») im Netz von SchweizMobil. Von der Schynigen Platte über das Faulhorn zur Grossen Scheidegg verläuft ein Abschnitt der Wanderroute 38 «ViaBerna». Der «Eigertrail» ist ein Bergweg von Alpiglen unter dem Fuss der Eigernordwand zur Bahnstation Eigergletscher.

## Sport

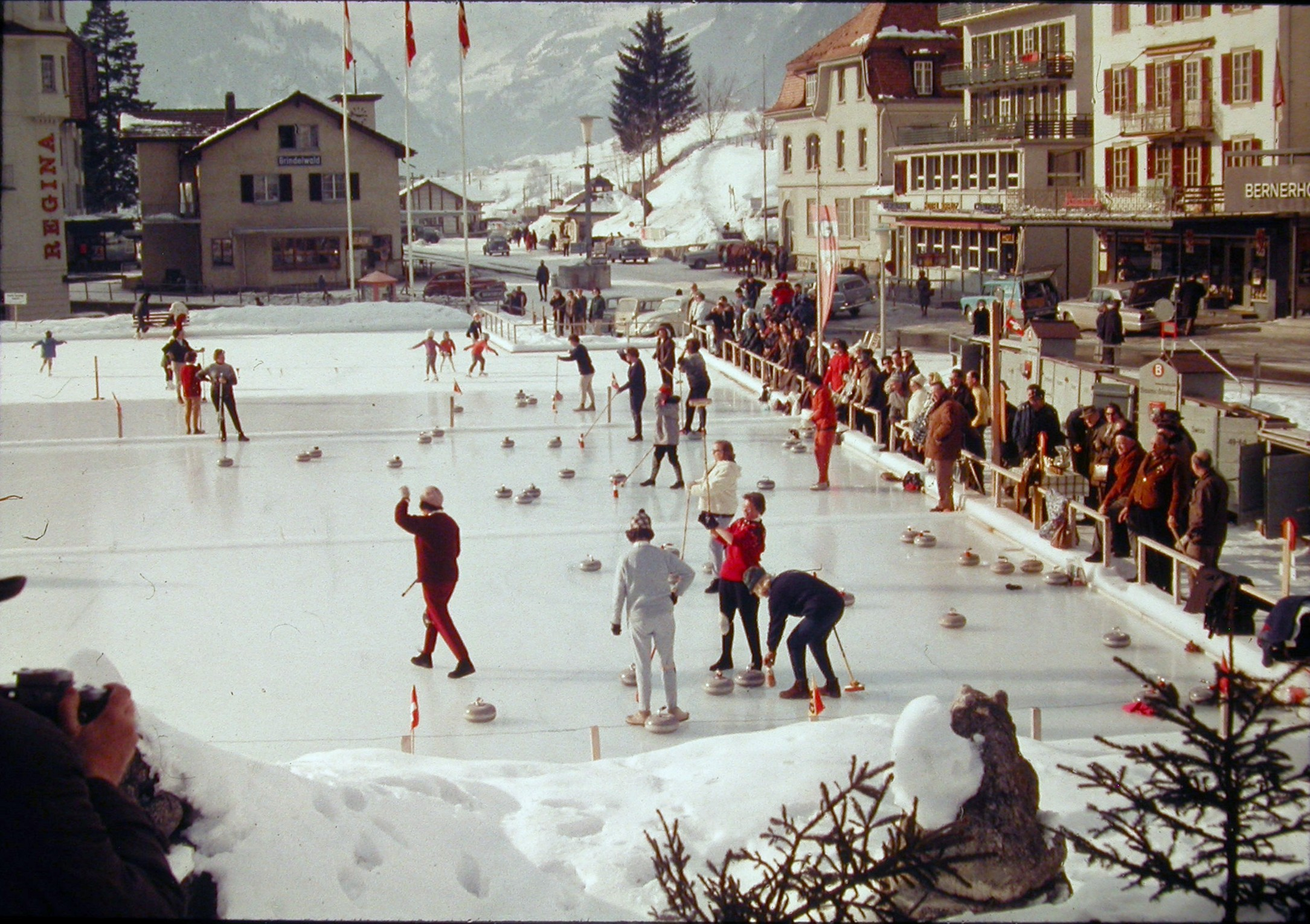
Curling in Grindelwald (1965)

Grindelwald war der erste Kurort im Berner Oberland, der ab 1888 auch im Winter von Touristen besucht wurde. Die Gäste konnten Wintersportaktivitäten ausüben: anfangs Schlittenfahrten, Curling und Schlittschuhlaufen, ab 1891 Skifahren; später wurde eine Bobbahn errichtet. Ab 1947 wurde der First als Skigebiet erschlossen, 1978 der Männlichen. Ab 1932 wurden in Grindelwald die vom Schweizerischen Damen-Skiclub organisierten SDS-Rennen ausgetragen, die lange Zeit zu den wichtigsten alpinen Skirennen der Damen zählten und 1967 in den Weltcup integriert wurden. Die bislang letzten alpinen Weltcuprennen fanden 1992 statt.
Eine Grindelwalder Erfindung ist der Velogemel, ein einspuriger, lenkbarer Sportschlitten – vergleichbar mit einem Fahrrad aus Holz, das Kufen anstelle von Rädern besitzt.

## Kultur und Sehenswürdigkeiten

### Sehenswürdigkeiten

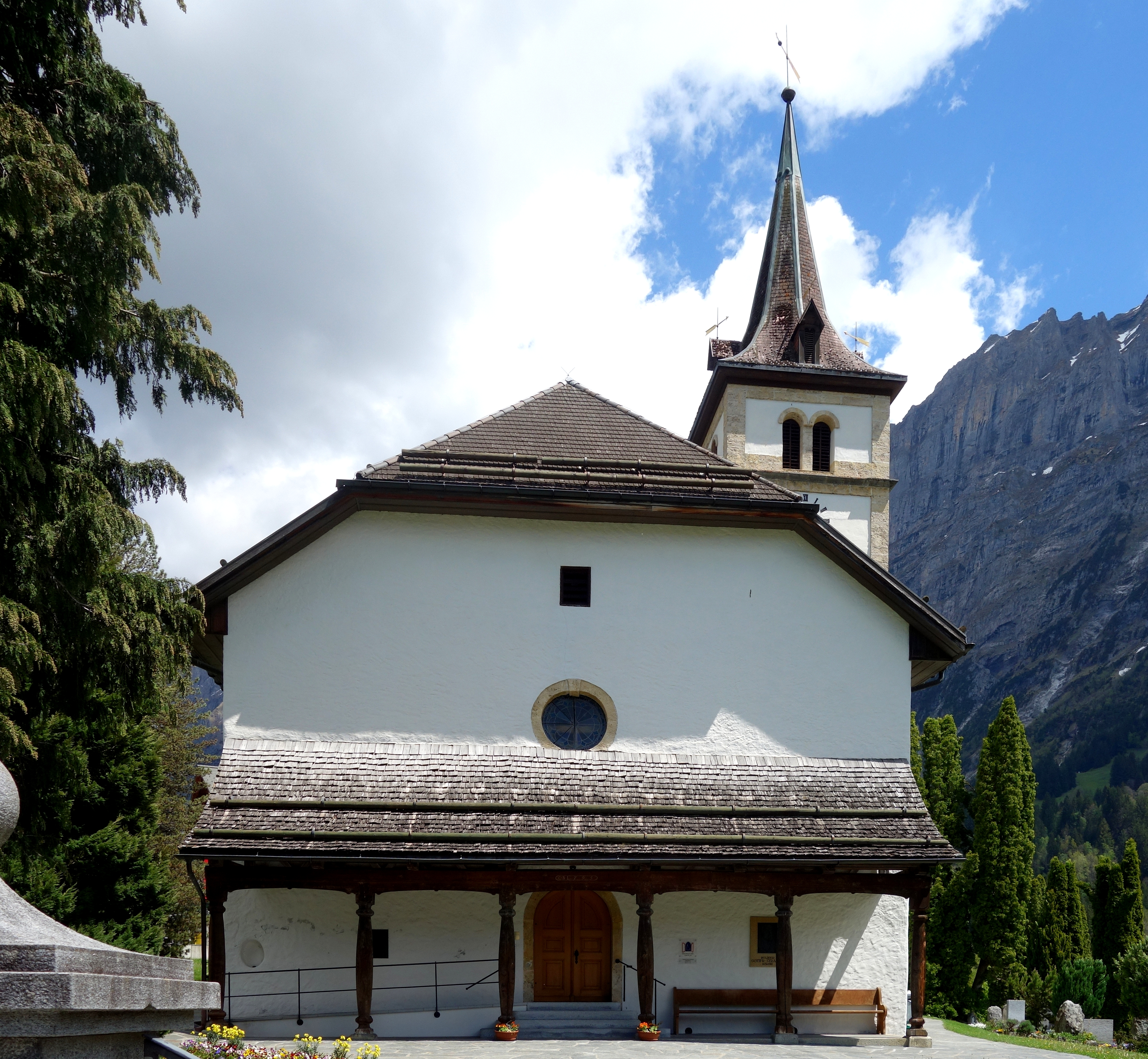
Reformierte Kirche

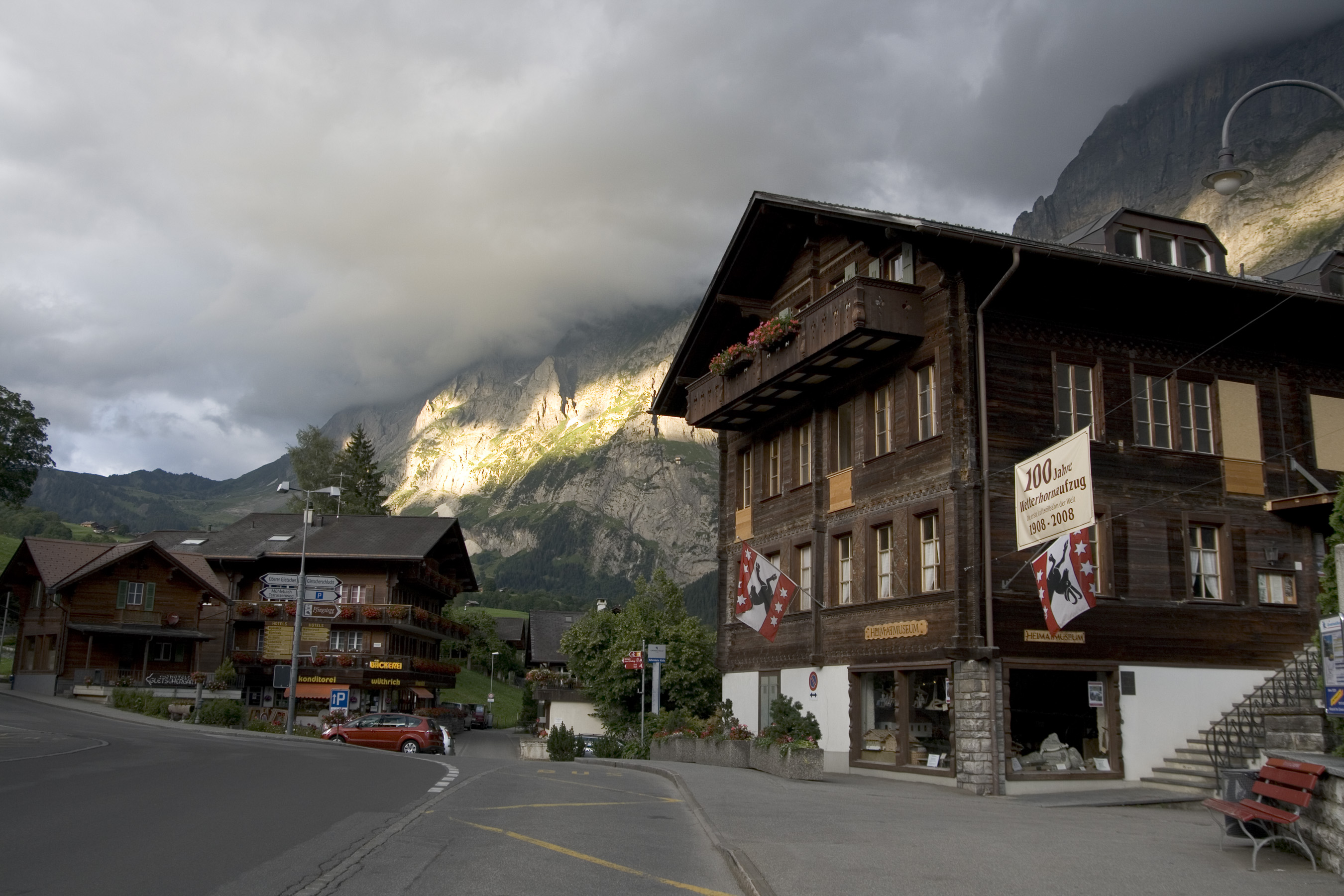
Heimatmuseum im Talhaus

- Kirche und Pfarrhaus, 16. Jh.[25]
- Bergpanorama mit u. a. Eiger, Mönch und Jungfrau
- Oberer Grindelwaldgletscher
- Unterer Grindelwaldgletscher mit Gletscherschlucht
- Jungfraujoch
- Bachalpsee
- Heimatmuseum Grindelwald

### Kunst
Grindelwald ist Gründungsort und Sitz der Künstlergemeinschaft Gilde Schweizer Bergmaler (GSBM). Alle paar Jahre finden in Grindelwald Events oder Kunst-Ausstellungen der GSBM statt. Jährlich werden Malkurse angeboten. Die LandArt Grindelwald ist ein Verein, der regelmässig Festivals zum Thema Kunst in der Natur veranstaltet.

### Veranstaltungen
Veranstaltungen in Grindelwald sind unter anderem das World Snow Festival, das internationale Landart Festival, die Eiger-Bike-Challenge, der Eiger-Ultra-Trail, Ski-Events und die Velogemel-Weltmeisterschaft.

### Städtepartnerschaft
Grindelwald hat seit 1972 eine Partnerschaft mit dem Bergdorf Azumi Mura (2005 fusioniert mit Matsumoto) in Japan. Die Gemeinden organisieren regelmässig Austauschreisen mit grossen Events, um die Freundschaft zu pflegen.

### Drehort für Filme
- Szenen für den James-Bond-Film Im Geheimdienst Ihrer Majestät wurden im Winter 1968/69 in Grindelwald sowie Mürren und auf dem Schilthorn gedreht.
- 1972–1974 wurde die Fernsehserie George in Grindelwald gedreht mit Marshall Thompson in der Hauptrolle, der zuvor schon einen Welterfolg mit der Serie Daktari hatte.
- 2004 wurden in der Gemeinde Aufnahmen für den Film Star Wars: Episode III – Die Rache der Sith gemacht; hier stellt die gefilmte Bergkulisse einen Teil des Planeten Alderaan dar, welcher in der vorletzten Szene des Films zu sehen ist. Die Aufnahmen wurden per Bluescreen-Technik und CGI zur Bergkulisse rund um die Hauptstadt eingesetzt.

## Persönlichkeiten

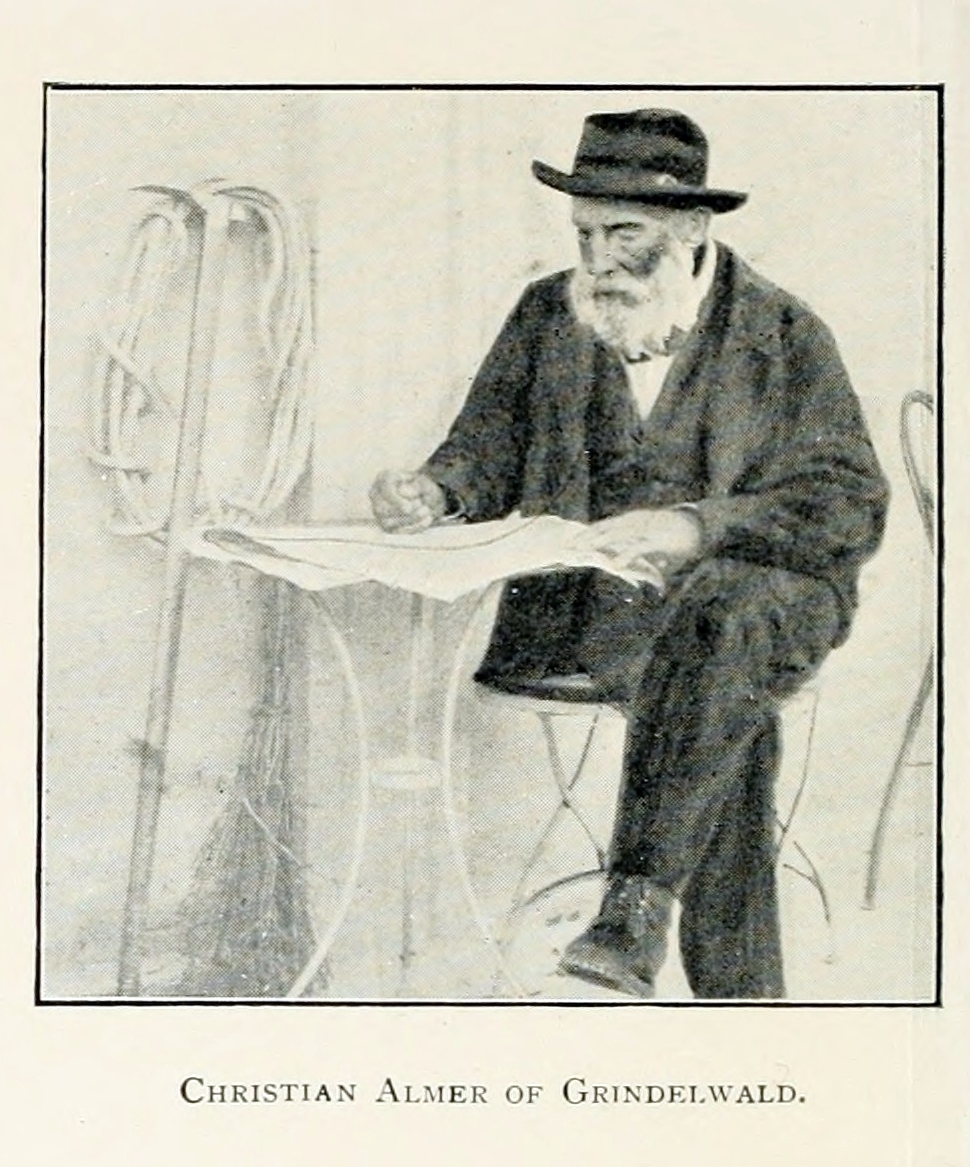
Christian Almer (1907)

- Johannes Erb (1635–1701), evangelischer Geistlicher, wirkte hier während des Pestjahres 1669
- Bernhard Friedrich Kuhn (1762–1825), Jurist, Hochschullehrer und Politiker
- Christian Almer (1826–1898), Bergsteiger
- Ulrich Kaufmann (1840–1917), Bergführer
- Gottfried Strasser (1854–1912), „Gletscherpfarrer“ von Grindelwald
- Peter Kaufmann (1858–1924), Bergführer
- Fritz Steuri (1879–1950), Bergführer und Skisportler
- Ernst Nobs (1886–1957), Politiker, Nationalrat, Zürcher Stadtpräsident und Bundesrat, Ehrenbürger
- Samuel Brawand (1898–2001), Politiker, Regierungsrat und Nationalrat, Ehrenbürger
- Christian Rubi (1899–1990), Schweizer Lehrer, Heimatforscher und Volkskundler
- Fritz Steuri (1903–1955), Bergführer und Skisportler
- Fritz Kaufmann (1905–1941), Skispringer und Nordischer Kombinierer
- Adolf Rubi (1905–1988), Bergführer und Skisportler
- Fritz Steuri (1908–1953), Bergführer und Skisportler
- Hermann Steuri (1909–2001), Bergführer und Skirennfahrer
- Willy Steuri (1912–1978), Skirennfahrer
- Peter Kaufmann (1917–2005), Skirennfahrer, Männlichenwirt
- Erna Steuri (1917–2001), Skirennfahrerin
- Rudolf Rubi  (1918–2004), Lehrer und Lokalhistoriker, Ehrenbürger
- Rudolf Bohren (1920–2010), reformierter Theologieprofessor in Heidelberg
- Hedy Schlunegger (1923–2003), Olympiasiegerin (1948) in der Abfahrt
- Rosmarie Bleuer (1926–2021), Skirennfahrerin
- Christian Boss (1926–1987), Volksmusikant
- Albert Schlunegger (1938–2000), Skirennfahrer und Trainer, Bergführer
- Hans Schlunegger (* 1944), Skirennfahrer und Trainer
- Vreni Inäbnit (* 1948), Skirennfahrerin
- Dres Balmer (* 1949), Autor
- Urs Räber (* 1958), Skirennfahrer
- Christine Häsler (* 1963), Politikerin, Regierungsrätin und Nationalrätin
- Georg Schlunegger (* 1980), Singer, Songwriter, Komponist
- Martina Schild (* 1981), Skirennläuferin, Olympia-Silbermedaille (2006) in der Abfahrt
- Daniel Kandlbauer (* 1983), Popmusiker
- Franziska Kaufmann (* 1987), Curling-Weltmeisterin und -Europameisterin

## Impressionen von der Bergwelt um Grindelwald

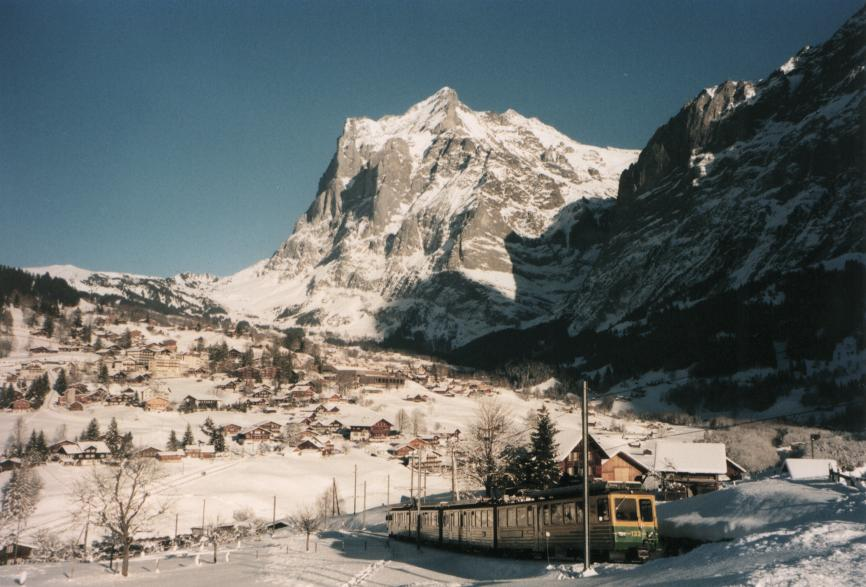
Grindelwald mit Wetterhorn im Winter
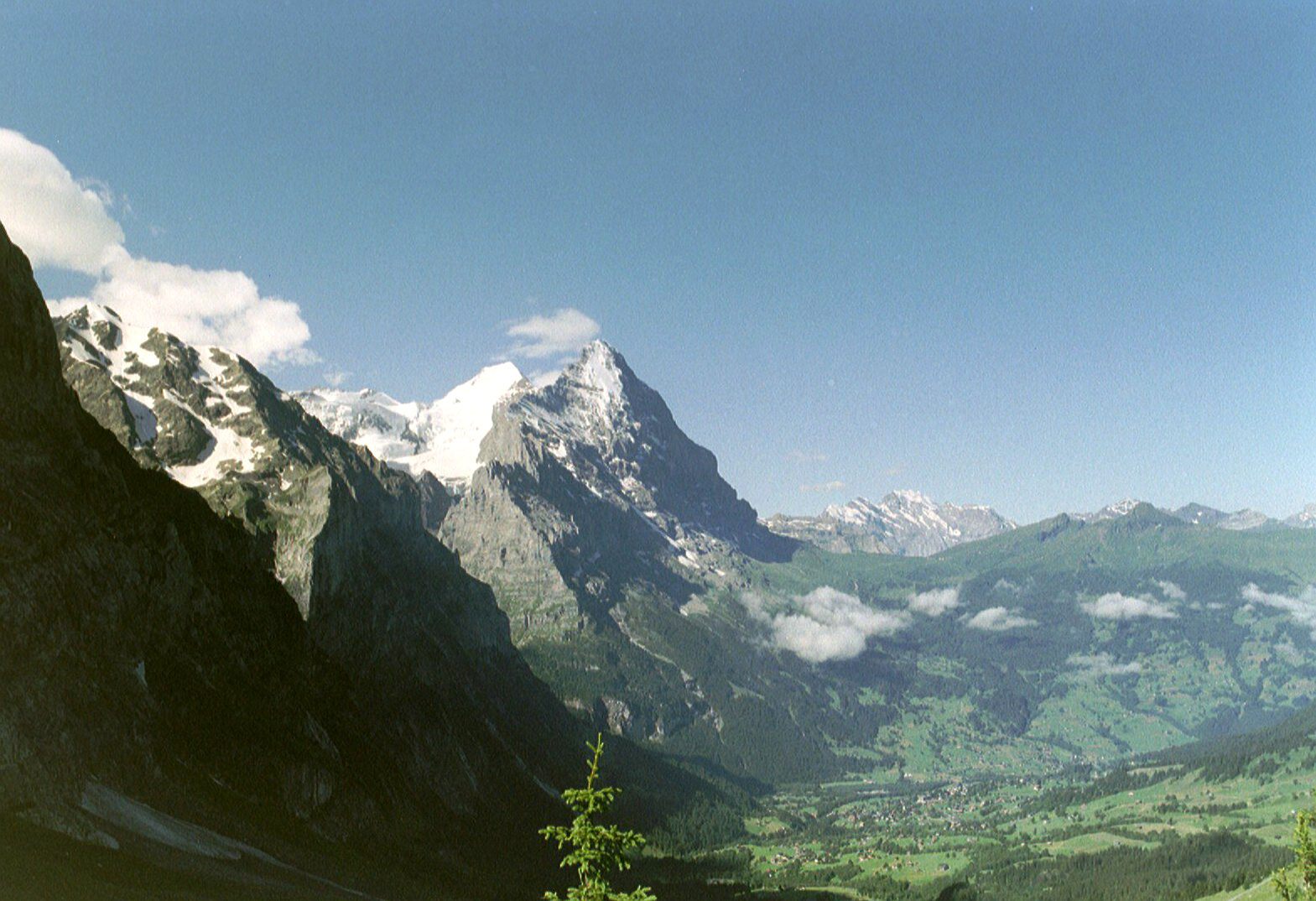
Grindelwaldtal mit Eiger
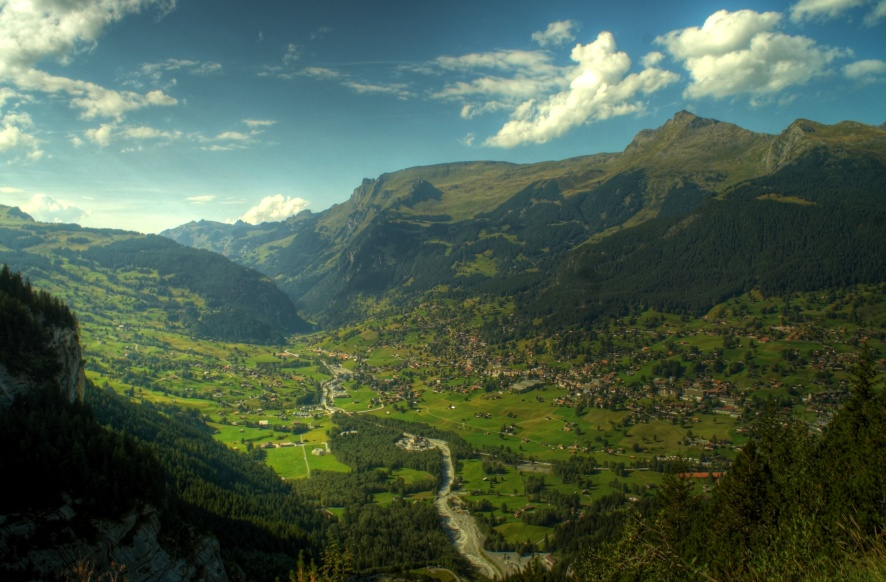
Talkessel vom Unteren Grindelwaldgletscher
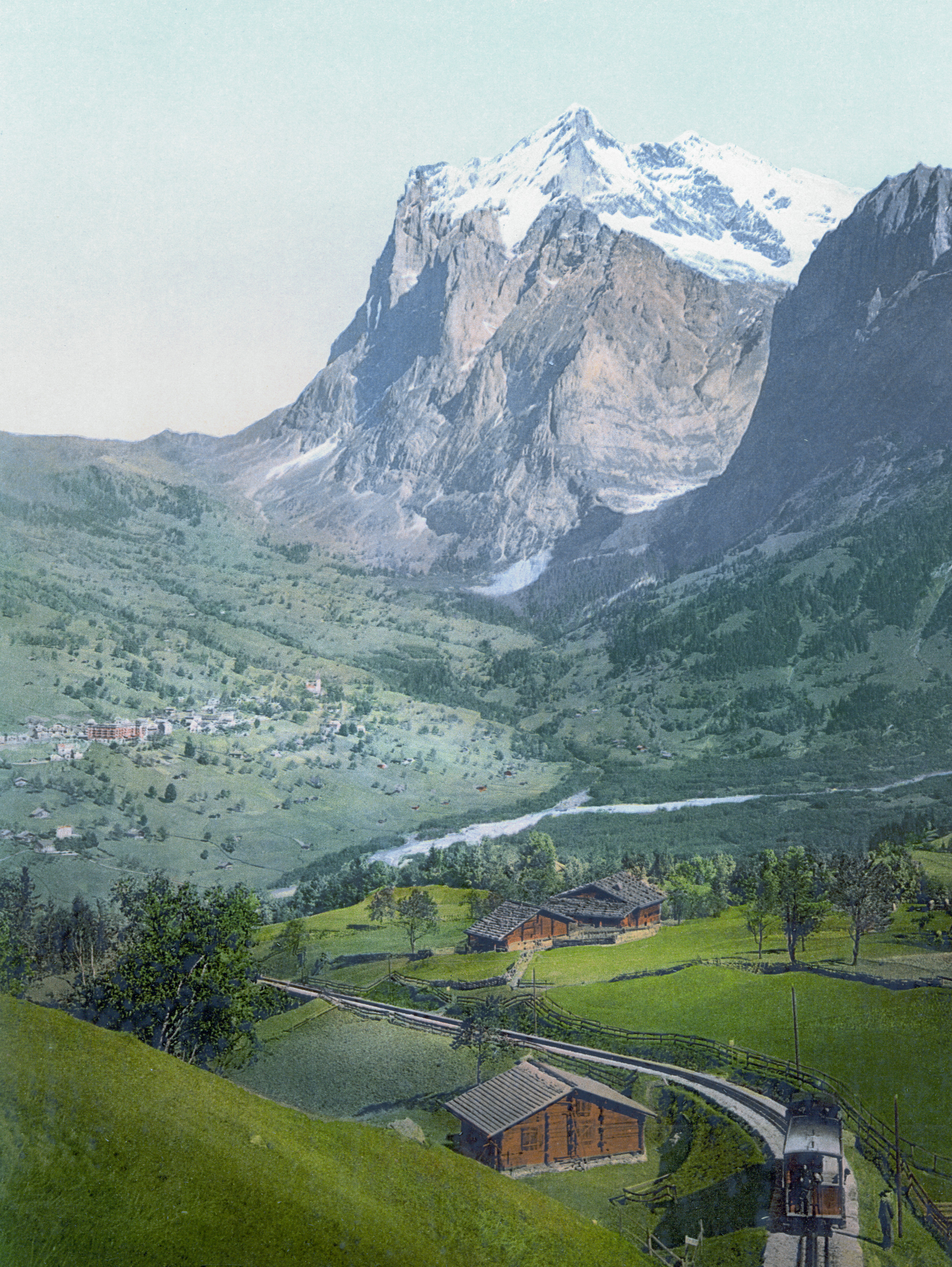
Um 1900 mit Wengernalpbahn und Wetterhorn
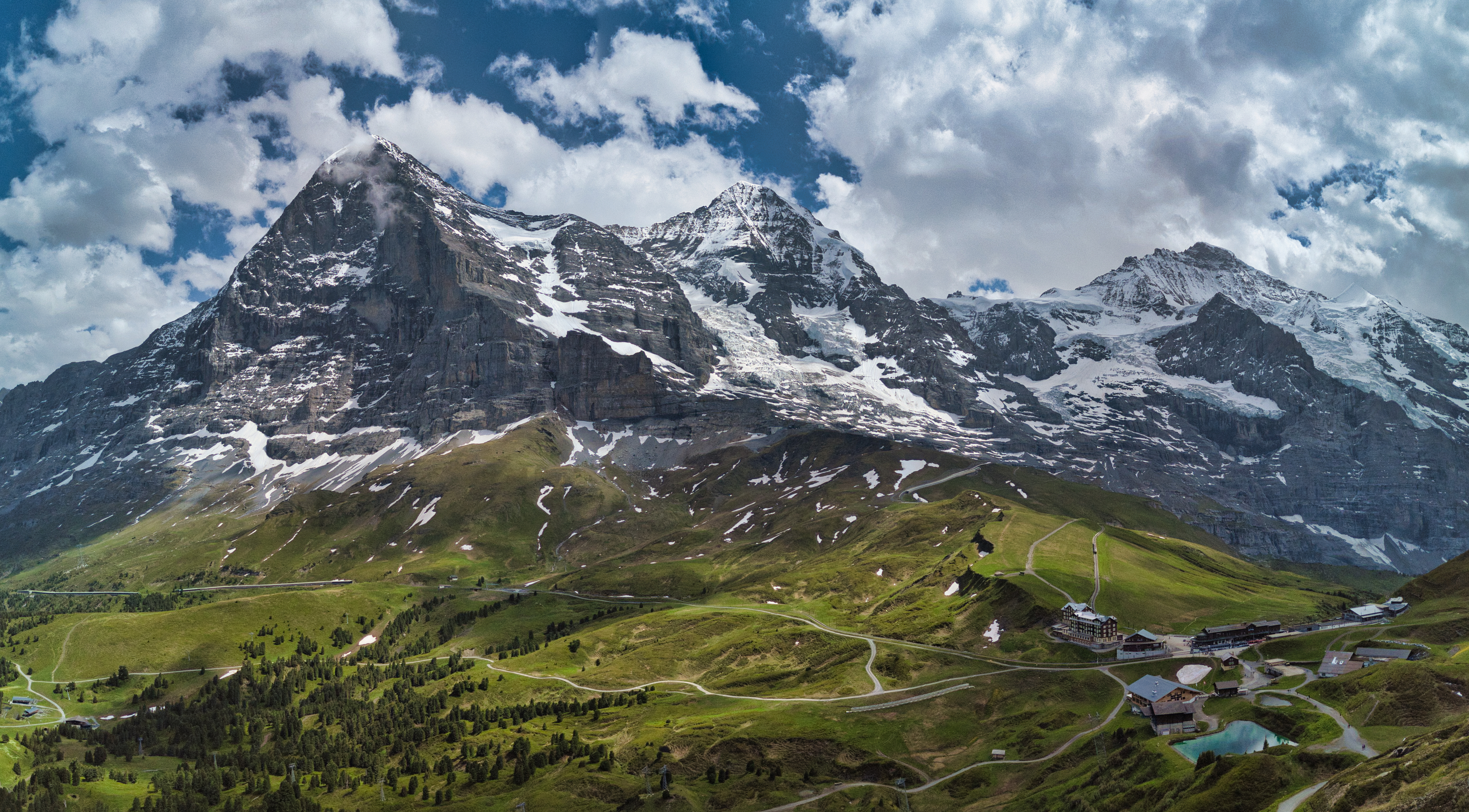
Eiger, Mönch und Jungfrau von der kleinen Scheidegg aus